# Andreas Skov Olsen
Pour les articles homonymes, voir Skov et Olsen.
Andreas Skov Olsen, né le 29 décembre 1999 à Hillerød au Danemark, est un footballeur international danois qui évolue au poste d'ailier droit au VfL Wolfsburg.

## Biographie

### FC Nordsjælland
Né à Hillerød au Danemark, Andreas Skov Olsen est formé au FC Nordsjælland et c'est avec ce club qu'il fait ses débuts en professionnel. Le 23 juillet 2017, alors qu'il n'est âgé que de 17 ans, il joue son premier match avec l'équipe première, à l'occasion d'une rencontre de Superligaen face au Brøndby IF. Ce jour-là, il entre dans les tout derniers instants du match et son équipe remporte la partie (3-2). 
Il inscrit son premier but en championnat le 22 juillet 2018, lors d'un match nul (1-1) face à l'AGF Århus. Skov Olsen enchaîne les buts lors de la saison 2018-2019, devenant même le plus jeune joueur de l'histoire du championnat à atteindre la barre des dix buts sur une saison. Il se met en évidence cette saison-là en inscrivant quatre doublés, lors de la réception du Randers FC, puis sur la pelouse de SønderjyskE, puis sur la pelouse du Vejle BK, et sur la pelouse du FC Midtjylland. Il termine la saison régulière avec 19 buts inscrits en championnat. Il marque ensuite trois buts lors des play-offs de championnat.

### Bologne FC
Après une saison remarquable avec le FC Nordsjaelland, Andreas Skov Olsen attire l’œil de plusieurs clubs européens dont le Bologne FC qui officialise son transfert le 24 juillet 2019, le joueur signant un contrat courant jusqu'en juin 2024.
Il joue son premier match en Serie A le 15 septembre 2019, lors d'un déplacement à Brescia. Son équipe l'emporte 3-4 à l'extérieur. Il inscrit son premier but en Serie A le 1er décembre 2019, lors d'un déplacement à Naples, permettant à son club de Bologne de l'emporter 1-2 à l'extérieur.

### Club Bruges
Le 28 janvier 2022, Andreas Skov Olsen signe en faveur du Club Bruges pour un contrat de quatre ans, soit jusqu'en juin 2026 et pour un montant estimé à 7 millions d'euros. 
Il joue son premier match avec Bruges contre le KAA La Gantoise en Coupe de Belgique le 2 février 2022. Il entre en jeu ce jour-là et délivre une passe décisive pour Charles De Ketelaere sur le but vainqueur de son équipe (0-1 score final). Le 27 février suivant il marque son premier but pour le club, lors d'une rencontre de championnat face au Royal Antwerp FC. Il délivre une passe décisive en plus de son but er permet à son équipe de s'imposer par quatre buts à un. Le 5 mars 2022, Skov Olsen se fait remarquer en réalisant son premier triplé pour le club, lors d'une rencontre de championnat face au RFC Seraing. Titularisé, il délivre une passe décisive pour Bas Dost en plus de ses trois buts, contribuant grandement à la victoire des siens par cinq buts à zéro,.
Le 17 juillet 2022, Skov Olsen se montre décisif lors de la Supercoupe de Belgique de football 2022 contre le KAA La Gantoise. Titulaire, il est l'unique buteur de la rencontre, donnant ainsi la victoire et le trophée à son équipe,,.

### VfL Wolfsburg
Le 17 janvier 2025, Andreas Skov Olsen rejoint l'Allemagne en s'engageant en faveur du VfL Wolfsburg pour un contrat courant jusqu'en juin 2029.

### En sélection
Avec les moins de 19 ans, il inscrit un total de quatre buts, avec notamment un doublé contre la Lituanie en janvier 2018.
Andreas Skov Olsen reçoit sa première sélection avec l'équipe du Danemark espoirs le 7 septembre 2018, contre la Finlande. Ce jour-là, il entre en jeu à la place de Marcus Ingvartsen, et marque son premier but en fin de match. La rencontre se termine par la victoire des Danois (2-0). Quatre jours plus tard, il est pour la première fois titularisé avec les espoirs, et marque un nouveau but face à la Lituanie. La rencontre se termine une nouvelle par la victoire des Danois (0-2). Ces deux rencontres rentrent dans le cadre des éliminatoires de l'Euro espoirs 2019.
En juin 2019, il participe à la phase finale du championnat d'Europe espoirs organisé en Italie. Lors de cette compétition, il joue deux matchs. Il se met en évidence en marquant un but et en délivrant une passe décisive contre l'Autriche. Malgré un bilan honorable de deux victoires et une défaite, le Danemark est éliminée dès le premier tour.
Le 10 septembre 2019, il s'illustre en marquant un doublé face à la Roumanie (victoire 2-1). Le 15 novembre de la même année, il se met de nouveau en évidence en inscrivant un triplé contre l'Ukraine (victoire 2-3). Ces deux rencontres rentrent dans le cadre des éliminatoires de l'Euro espoirs 2021.
Le 7 octobre 2020, il reçoit sa première sélection en équipe du Danemark, en amical contre les îles Féroé. Il se met en évidence en inscrivant un but et en délivrant deux passes décisives, permettant à son équipe de l'emporter sur le large score de 4-0.
En mai 2021, il est convoqué par Kasper Hjulmand, le sélectionneur de l'équipe nationale du Danemark, dans la liste des 26 joueurs danois retenus pour participer à l'Euro 2020,.
Le 7 novembre 2022, il est sélectionné par Kasper Hjulmand pour participer à la Coupe du monde 2022.
Le 30 mai 2024, Skov Olsen figure dans la liste des 26 joueurs danois retenus par Kasper Hjulmand pour participer à l'Euro 2024,.

## Palmarès
Club Bruges KV (3)
- Championnat de Belgique

- - Champion : 2022 - 2024
- Supercoupe de Belgique (1)
  - Vainqueur : 2022

## Statistiques
| Saison                | Club                  | Championnat           | Championnat | Championnat | Coupe(s) nationale(s) | Coupe(s) nationale(s) | Supercoupe | Supercoupe | Compétition(s) continentale(s) | Compétition(s) continentale(s) | Compétition(s) continentale(s) | Play-offs | Play-offs | Total | Total |
| Saison                | Club                  | Division              | M.          | B.          | M.                    | B.                    | M.         | B.         | Comp.                          | M.                             | B.                             | M.        | B.        | M.    | B.    |
| 2017-2018             | FC Nordsjælland       | Superligaen           | 5           | 0           | 2                     | 1                     | -          | -          | -                              | -                              | -                              | -         | -         | 7     | 1     |
| 2018-2019             | FC Nordsjælland       | Superligaen           | 36          | 22          | 2                     | 1                     | -          | -          | C3                             | 6                              | 3                              | -         | -         | 44    | 26    |
| Sous-total            | Sous-total            | Sous-total            | 41          | 22          | 4                     | 2                     | -          | -          | -                              | 6                              | 3                              | -         | -         | 51    | 27    |
| 2019-2020             | Bologne FC            | Serie A               | 26          | 1           | -                     | -                     | -          | -          | -                              | -                              | -                              | -         | -         | 26    | 1     |
| 2020-2021             | Bologne FC            | Serie A               | 26          | 2           | -                     | -                     | -          | -          | -                              | -                              | -                              | -         | -         | 26    | 2     |
| 2021-2022             | Bologne FC            | Serie A               | 18          | 0           | 1                     | 0                     | -          | -          | -                              | -                              | -                              | -         | -         | 19    | 0     |
| Sous-total            | Sous-total            | Sous-total            | 70          | 3           | 1                     | 0                     | -          | -          | -                              | -                              | -                              | -         | -         | 71    | 3     |
| 2021-2022             | Club Bruges           | Division 1A           | 9           | 5           | 2                     | 0                     | -          | -          | -                              | -                              | -                              | 6         | 1         | 17    | 6     |
| 2022-2023             | Club Bruges           | Division 1A           | 21          | 7           | 1                     | 0                     | 1          | 1          | C1                             | 5                              | 1                              | 2         | 0         | 30    | 9     |
| 2023-2024             | Club Bruges           | Division 1A           | 28          | 10          | 5                     | 5                     | -          | -          | C4                             | 12                             | 7                              | 5         | 4         | 50    | 26    |
| 2024-2025             | Club Bruges           | Division 1A           | 19          | 8           | 2                     | 0                     | -          | -          | C1                             | 6                              | 0                              | -         | -         | 27    | 8     |
| Sous-total            | Sous-total            | Sous-total            | 77          | 30          | 10                    | 5                     | 1          | 1          | -                              | 23                             | 8                              | 13        | 5         | 124   | 49    |
| 2024-2025             | VfL Wolfsburg         | Bundesliga            | 9           | 1           | 1                     | 0                     | -          | -          | -                              | -                              | -                              | -         | -         | 10    | 1     |
| Sous-total            | Sous-total            | Sous-total            | 9           | 1           | 1                     | 0                     | -          | -          | -                              | -                              | -                              | -         | -         | 10    | 1     |
| Total sur la carrière | Total sur la carrière | Total sur la carrière | 197         | 56          | 16                    | 7                     | 1          | 1          | -                              | 29                             | 11                             | 13        | 5         | 256   | 80    |

### Buts internationaux
| 0 | Date              | Lieu                                 | Adversaire | Score | Résultats | Compétitions                |
| - | ----------------- | ------------------------------------ | ---------- | ----- | --------- | --------------------------- |
| 1 | 7 octobre 2020    | MCH Arena, Herning, Danemark         | Îles Féroé | 1-0   | 4 - 0     | Match amical                |
| 2 | 31 mars 2021      | Stade Ernst-Happel, Vienne, Autriche | Autriche   | 0-1   | 0 - 4     | qualif. du Mondial 2022     |
| 3 | 31 mars 2021      | Stade Ernst-Happel, Vienne, Autriche | Autriche   | 0-4   | 0 - 4     | qualif. du Mondial 2022     |
| 4 | 7 septembre 2021  | Parken Stadium, Copenhague, Danemark | Israël     | 3-0   | 5 - 0     | qualif. du Mondial 2022     |
| 5 | 9 octobre 2021    | Stade Zimbru, Chișinău, Moldavie     | Moldavie   | 0-1   | 0 - 4     | qualif. du Mondial 2022     |
| 6 | 12 novembre 2021  | Parken Stadium, Copenhague, Danemark | Îles Féroé | 1-0   | 3 - 1     | qualif. du Mondial 2022     |
| 7 | 13 juin 2022      | Parken Stadium, Copenhague, Danemark | Autriche   | 2-0   | 2 - 0     | Ligue des nations 2022-2023 |
| 8 | 25 septembre 2022 | Parken Stadium, Copenhague, Danemark | France     | 1-0   | 2 - 0     | Ligue des nations 2022-2023 |